# I Don't Know
Singles de Mika Nakashima
Sakura: Hanagasumi
(2008) Orion
(2008)
I Don't Know est le 26e single de Mika Nakashima sorti sous le label Sony Music Associated Records le 23 juillet 2008 au Japon. Ce single est créé en collaboration avec le groupe Morisanchuu sous le nom Mica 3 Chu (Mikasanchuu). C'est le premier single de Mika Nakashima qui sort en format CD+DVD, et c'est également son premier en anglais. Le single atteint la 11e place du classement de l'Oricon et il reste 5 semaines dans le classement pour un total de 23 800 exemplaires vendus.
I Don't Know a été utilisé comme campagne publicitaire pour Kanebo Kate. Les 2 chansons se trouvent sur l'album Voice; I Don't Know se trouve également sur la compilation No More Rules.

## Liste des titres
Toutes les paroles sont écrites par Mika Nakashima, Lori Fine (Coldfeet).
| 1. | I Don't Know                | Lori Fine (Coldfeet) | 4:41 |
| 2. | Shut Up                     | Lori Fine (Coldfeet) | 3:57 |
| 3. | I Don't Know (Instrumental) | Lori Fine (Coldfeet) | 4:40 |
| 4. | Shut Up (Instrumental)      | Lori Fine (Coldfeet) | 3:55 |

| 1. | I Don't Know (PV) |  |
| 2. | Documentary       |  |